# Dithmarschen-Klasse
Die Dithmarschen-Klasse besteht aus drei Lotsenbooten des Typs Alupilot 28M der schwedischen Dockstavarvet. Die für die Wasserstraßen- und Schifffahrtsverwaltung des Bundes gebauten Boote werden für den Lotsversetzdienst auf der Elbe vor Brunsbüttel genutzt.

## Beschreibung
Die Unterelbe bei Brunsbüttel gilt als die größte europäische Lotsendrehscheibe mit jährlich etwa 100.000 Versetzungen der Lotsenbrüderschaft Nord-Ostsee-Kanal I und der Lotsenbrüderschaft Elbe. Als Ersatz für drei über 50 Jahre alte Lotsenboote wurde daher ein neuer Bootstyp entwickelt, der sowohl den unterschiedlichen Anforderungsprofilen der Lotsen als auch den besonders ausgeprägten Wasserwellen im Revier gerecht wird. Nach mehreren Versuchen mit unterschiedlichen Bootstypen hat sich eine Konstruktion herauskristallisiert, die sich schon bei den zu ersetzenden Booten bewährt hat: Schwere Einrumpfboote, die auch Seegang und Eisgang meistern.
Der Auftrag zum Bau der Boote wurde im Januar 2016 an die schwedische Dockstavarvet vergeben, die bereits sechs Lotsenboote der Alupilot-17M-Klasse an die Wasserstraßen- und Schifffahrtsverwaltung des Bundes geliefert hat. Der Stahlrumpf der beiden neuen Boote wurde im Unterauftrag von der Rigas Kugu Buvetava in Riga gefertigt. Der Übergang für die Lotsen ist auf halber Schiffslänge, der ruhigsten Position an Bord, angeordnet.  Unterhalb der Kommandobrücke gibt es zwei Aufenthaltsräume für die Lotsen und die Besatzung.

## Einheiten
Das Typschiff Dithmarschen wurde am 15. Dezember 2017 in Betrieb genommen. Die Steinburg folgte am 29. Juni 2018. Die Schiffstaufe beider Einheiten erfolgte am 3. Juli 2018. Sechs Jahre später wurde am 16. Dezember 2024 die dritte Einheit auf den Namen Kehdingen getauft.